# Stubensandsteinbruch mit Tümpel
Das Gebiet Stubensandsteinbruch mit Tümpel ist ein flächenhaftes Naturdenkmal auf dem Gebiet der Gemeinde Schlaitdorf im Landkreis Esslingen in Baden-Württemberg.

## Kenndaten
Das Naturdenkmal wurde mit Verordnung vom 25. August 1993 unter dem Namen Stubensandsteinbruch mit Tümpel ausgewiesen.
Das Objekt ist beim Landesamt für Geologie, Rohstoffe und Bergbau als Geotop mit dem Namen „Stubensandsteinbruch mit Tümpel“ und der Nr. 13685/995 registriert.

## Lage und Beschreibung
Das Naturdenkmal liegt nördlich von Schlaitdorf. Es handelt sich um einen aufgelassenen Stubensandsteinbruch mit einem verlandenden Tümpel.
Das Naturdenkmal wird teilweise überlagert vom Biotop Tümpel Steinenberg SO Neuenhaus mit der Biotopnummer 273211164065 aus der Waldbiotopkartierung Baden-Württemberg.

## Flora und Fauna
Laut Biotopkartierung kommen die folgenden Arten im Gebiet vor:
Gelbbauchunke, Teichfrosch, Giersch, Wald-Frauenfarn, Wald-Zwenke, Winkel-Segge, Gemeine Hainbuche, Roter Hartriegel, Echter Seidelbast, Echter Wurmfarn,
Schmalblättriges Weidenröschen, Gewöhnlicher Wasserdost, Rotbuche, Wald-Erdbeere, Ruprechtskraut, Flutender Schwaden, Schönes Johanniskraut,
Glieder-Binse, Flatter-Binse, Kleine Wasserlinse, Rote Heckenkirsche, Wald-Hainsimse, Mauerlattich, Wald-Sauerklee, Gemeine Fichte, Espe,
Fingerkräuter, Vogelkirsche, Stieleiche, Brombeeren, Moor-Weide.